# 21798 Mitchweegman
21798 Mitchweegman (1999 SZ16) là một tiểu hành tinh vành đai chính được phát hiện ngày 30 tháng 9 năm 1999 bởi nhóm nghiên cứu tiểu hành tinh gần Trái Đất phòng thí nghiệm Lincoln ở Socorro.